# Fußballclub Wacker Innsbruck (1915)
|  | Aquest article tracta sobre l'equip desaparegut el 1999. Si cerqueu pel club actual, vegeu «Fussball Club Wacker Innsbruck». |

El Fußballclub Wacker Innsbruck fou un club de futbol austríac de la ciutat d'Innsbruck, al Tirol.

## Història
El Wacker (en català significa valent) va ser fundat amb el nom de Fußball-Club Wacker Innsbruck l'any 1915 per Jakob Hanspeter, Benedikt Hosp, Josef Leitner i Josef Albrecht. Adoptà els colors verd i negre. Poc després de la fundació el club sofrí una aturada fins al 1918 a causa de la Primera Guerra Mundial. El 1922 es fusionà amb el FC Rapid Innsbruck formant el FC Sturm Innsbruck, club que cessà les seves activitats un any després. El mateix 1923 reprengué les activitats novament com a FC Wacker Innsbruck.
La temporada 1968/69 participà per primer cop en una competició europea. El 20 de juliol de 1971, el Wacker i el WSG Swarovski Wattens es van fusionar per formar un club anomenat SpG Wattens-Wacker Innsbruck (SWW Innsbruck) amb la intenció de crear un club més potent a la regió del Tirol. La unió afectà només a la part professional del club. El 1986 es desfeu la fusió, retornant al nom FC Wacker Innsbruck. Aquest mateix any, el FC Swarovski Tirol comprà la llicència del club a la màxima categoria, i el Wacker passà a jugar a les categories inferiors, arribant a la quarta divisió l'any 1992. Aquest mateix any, el FC Swarovski Tirol es va dissoldre i el Wacker adquirí la llicència a la Bundesliga i accedí a la Copa de la UEFA 1992-1993. El club només romangué a la màxima categoria una temporada, ja que el 1993 es formà el FC Tirol Innsbruck, que n'adquirí la llicència, passant el Wacker a la Regionalliga Tirol. L'any 1999 el club es va dissoldre definitivament.
El 2002 es creà el FC Wacker Tirol, que recull la tradició dels antics FC Wacker Innsbruck, FC Swarovski Tirol i FC Tirol Innsbruck, i, de fet, es pot considerar com el continuador mantenint l'estadi i els colors vermell i negre.

## Palmarès
- 5 Lliga austríaca de futbol: 1971, 1972, 1973, 1975, 1977
- 6 Copa austríaca de futbol: 1970, 1973, 1975, 1978, 1979, 1993
- 2 Copa Mitropa: 1975, 1976

## Jugadors destacats
| Porters - Herbert Rettensteiner - Friedl Koncilia - Fuad Djulic - Tomislav Ivković | Defenses - Peter Pumm - Heinz Binder - Johann Eigenstiller - Werner Kriess - Rudolf Horvath - Bruno Pezzey - Hugo Hovenkamp - Michael Streiter - Ivica Kalinić - Robert Wazinger - Michael Baur | Migcampistes - Roland Eschlmüller - Johann Ettmayer - Roland Hattenberger - Manfred Gombasch - Hans Rebele - Peter Koncilia - Werner Schwarz - Josef Stering - Arnold Koreimann - Manfred Linzmaier - Alfred Hörtnagl - Andreas Spielmann - Roland Kirchler | Davanters - Franz Wolny - Helmut Redl - Helmut Siber - Kurt Jara - Ove Flindt - Kurt Welzl - Franz Oberacher - Manfred Braschler - Václav Daněk - Christoph Westerthaler |

## Entrenadors
- 1971-1971  Otto Barić
- 1974-1976  Branko Elsner
- 1976-1977  Fritz Pfister
- 1977-1978  Georg Keßler
- 1979-1979  Johann Eigenstiller
- 1979-1979  Lajos Baróti
- 1979-1980  Peter Velhorn
- 1980-1983  Franz Wolny
- 1983-1984  Heinz Binder
- 1984-1985  Cor Brom
- 1985-1985  Werner Schwarz
- 1985-1987  Felix Latzke
- 1992-1992  Branko Elsner
- 1993-1993  Walter Skocik